# هوراشيو غيتس فيشر
هوراشيو غيتس فيشر (بالإنجليزية: Horatio Gates Fisher)‏ هو سياسي أمريكي، ولد في 21 أبريل 1838 في الولايات المتحدة، وتوفي في 8 مايو 1890 في الولايات المتحدة. حزبياً، نشط في الحزب الجمهوري. وقد انتخب عضو مجلس ولاية بنسيلفانيا وانتخب عضو مجلس النواب الأمريكي.